# 斯特西·杜贝尔
斯特西·杜贝尔（Stacey Doubell，1987年3月23日—），南非女子羽毛球運動員。

## 簡歷
2011年，斯特西·杜贝尔在马拉喀什舉行的非洲羽毛球錦標賽的女單決賽中，以2比0（21-18、21-16）擊敗隊友凯里-李尔·哈林顿，贏得冠軍。

## 主要比賽成績
只列出曾進入準決賽的國際賽事成績：
| 年份   | 賽事                 | 公開賽級別 | 項目     | 拍檔                 | 成績   |
| ------ | -------------------- | ---------- | -------- | -------------------- | ------ |
| 2007年 | 全非運動會羽毛球比賽 | 其他       | 混合團體 | －                   | 銀牌   |
| 2007年 | 全非運動會羽毛球比賽 | 其他       | 女子單打 | －                   | 銅牌   |
| 2007年 | 全非運動會羽毛球比賽 | 其他       | 女子雙打 | 凱里-李爾·哈林頓     | 銅牌   |
| 2009年 | 肯亞羽毛球國際賽     | 國際系列賽 | 女子單打 | －                   | 準決賽 |
| 2009年 | 南非羽毛球國際賽     | 國際系列賽 | 女子雙打 | Jade Morgan          | 準決賽 |
| 2009年 | 南非羽毛球國際賽     | 國際系列賽 | 混合雙打 | Enrico James         | 準決賽 |
| 2011年 | 全非運動會羽毛球比賽 | 其他       | 混合團體 | －                   | 銀牌   |
| 2011年 | 全非運動會羽毛球比賽 | 其他       | 女子單打 | －                   | 銅牌   |
| 2011年 | 全非運動會羽毛球比賽 | 其他       | 女子雙打 | 安娜里·維爾容        | 金牌   |
| 2011年 | 全非運動會羽毛球比賽 | 其他       | 混合雙打 | Enrico James         | 銅牌   |
| 2012年 | 非洲羽毛球錦標賽     | 其他       | 女子單打 | －                   | 準決賽 |
| 2012年 | 非洲羽毛球錦標賽     | 其他       | 女子雙打 | 米歇尔·巴特勒-埃米特 | 準決賽 |
| 2012年 | 非洲羽毛球錦標賽     | 其他       | 混合雙打 | Enrico James         | 亞軍   |
| 2014年 | 南非羽毛球國際賽     | 國際系列賽 | 混合雙打 | 普拉卡什·维查雅纳特  | 亞軍   |
| 2015年 | 南非羽毛球國際賽     | 國際系列賽 | 女子雙打 | Jade Kraemer         | 亞軍   |

| 2007-2017年 | 首要超級賽 | 超級賽 | 黃金大獎賽 | 大獎賽 | 國際挑戰賽 | 國際系列賽 | 未來系列賽 | 其他 |

| 2018-2026年 | 總決賽 | 超級1000賽 | 超級750賽 | 超級500賽 | 超級300賽 | 超級100賽 | 國際挑戰賽 | 國際系列賽 | 未來系列賽 | 其他 |